# Бирюки (Киевская область)
Бирюки́ (укр. Бирюки) — село, входит в Ракитнянский район Киевской области Украины.
Население по переписи 2001 года составляло 657 человек. Почтовый индекс — 09630. Телефонный код — 4562. Занимает площадь 20 км². Код КОАТУУ — 3223780501.

## Местный совет
с. Бирюки, вул. Шкільна, 17  (укр.)